# Tehkan World Cup
Tehkan World Cup, é um Jogo eletrônico de futebol que foi desenvolvido pela Tecmo e lançado para arcades em 1985.
Ele foi o primeiro game de futebol que conseguiu produzir algo que lembrasse vagamente um jogo de futebol. Sua jogabilidade vertical conseguiu tirar os primeiros gritos de gol da garganta dos gamers ao redor do mundo. O game colocava dois jogadores frente a frente, em um gabinete com tela horizontal. A visão de jogo era superior e o controle dos jogadores se dava por meio de uma trackball.
A confiabilidade mecânica do arcade, porém, provou ser o calcanhar de Aquiles do jogo, pois a natureza física do game exigia uma manutenção regular em componentes de alto desgaste.

## Relançamentos
Tehkan World Cup foi relançado em 2004 para o PlayStation 2 (somente no Japão) e em 2005 para o Xbox, em ambos os casos sob o nome de Tecmo Cup. Para PS2, ele seria relançado em uma compilação intitulada Tecmo Hit Parade. Já para o Xbox, ele seria relançado na compilação Tecmo Classic Arcade.